# Груневолд, Ренате
Ренате Титция Груневолд (нидерл. Renate Titzia Groenewold; род. 8 октября 1976 года, Вендам, Нидерланды) — нидерландская конькобежка, 2-кратная серебряный призёр зимних Олимпийских игр 2002 и 2006 года, 3-кратная чемпионка мира и 4-кратная призёр, 7-кратная призёр чемпионата Европы, 3-кратная чемпионка Нидерландов в классическом многоборье и 10-кратная на отдельных дистанциях, 19-кратная призёр чемпионата Нидерландов.

## Биография
Ренате Груневолд родилась в гронингенском ландшафте: Мюссельканаал, в муниципалитете Стадсканал, а выросла на окраинах Гронингена и Дренте. Уже в 1988 году она мечтала стать олимпийской чемпионкой и через год стала членом Ассоциации конькобежцев Гуннов "Schaatsvereniging De Hunen" в Ассене.
С 1990 года Ренате участвовала на юниорском чемпионате Нидерландов, а с 1993 года стала выступать и на взрослом уровне. В сезоне 1994/95 годов она получила приглашение в юниорскую команду "Young Orange", и дебютировала на юниорском чемпионате мира. В 1996 году выиграла серебряную медаль в сумме многоборья на чемпионате мира среди юниоров в Калгари. В 1997 году на зимней Универсиаде в Муджу выиграла три золотых медали на дистанциях 1500, 3000 и 5000 м.
В 1999 году Груневолд дебютировала на Кубке мира, на чемпионате Европы в Херенвене с 7-м местом в многоборье и на чемпионате мира по классическому многоборью в Хамаре, где стала 12-й в сумме многоборья. В 2000 года она стала чемпионом Нидерландов в многоборье и в январе 2000 года на чемпионате Европы в Хамаре завоевала бронзовую медаль в сумме многоборья.
В феврале на чемпионате мира в Милуоки заняла 5-е место в многоборье, а на чемпионате мира на отдельных дистанциях в Нагано заняла лучшее 6-е место в забеге на 3000 м. В сезоне 2001 году Ренате впервые выиграла "бронзу" в многоборье на чемпионате мира в Будапеште.
В марте 2001 на чемпионате мира на отдельных дистанциях в Солт-Лейк-Сити была близка к подиуму, но осталась на 4-х местах в забегах на 1500 и 5000 м. В декабре 2001 года она заняла 3-е место в забеге на 3000 м и 4-е на 1500 м, тем самым отобралась на олимпиаду 2002 года. В январе 2002 года Груневолд стала бронзовым призёром на чемпионате Европы в Эрфурте.
На зимних Олимпийских играх в Солт-Лейк-Сити она стала серебряным призёром на дистанции 3000 м, а в забеге на 1500 м была дисквалифицирована. В марте на чемпионате мира в Херенвене заняла 6-е место в многоборье. В сезоне 2002/03 она присоединилась к коммерческой команде Герарда Кемкерса "VPZ team", в которой пробыла до конца своей карьеры.
Её первым успехом в этой команде стала победа на чемпионате Нидерландов на дистанции 1500 м и в многоборье, в январе 2003 года заняла 3-е место в многоборье на чемпионате Европы в Херенвене, в марте на чемпионате мира на отдельных дистанциях в Берлине  заняла 6-е место в беге на 1500 м.
Она также заняла 9-е место в многоборье на чемпионате мира в Гётеборге.
В 2004 году Ренате стала 3-кратной чемпионкой страны в многоборье, бронзовым призёром чемпионате Европы в Херенвене и чемпионкой мира в многоборье в Хамаре. Победа Груневолд на чемпионате мира по классическому многоборью стала первой для конькобежек из Нидерландов с 1974 года. В 2006 году она заняла 2-е место в многоборье на чемпионате Европы в Хамаре.
В феврале 2006 года на зимних Олимпийских играх в Турине выиграла вновь серебряную медаль на дистанции 3000 м, заняла 6-е место в командной гонке и 9-е места в забегах на 1500 и 5000 м. Через год в пятый раз стала бронзовым призёром чемпионата Европы, а в марте 2007 года на чемпионате мира на отдельных дистанциях в Солт-Лейк-Сити завоевала две серебряные медали в забеге на 3000 м и в командной гонке.
В 2008 году Груневолд одержала победу с партнёршами на чемпионате мира на отдельных дистанциях в Нагано в командной гонке преследования. В 2009 году заняла 8-е место на чемпионате мира в Хамаре в многоборье, а следом на чемпионате мира на отдельных дистанциях в Ричмонде выиграла в забеге на 3000 м и стала 2-й в командной гонке.
В сезоне 2009/10 она участвовала на своих третьих зимних Олимпийских играх в Ванкувере, где заняла 6-е место в командной гонке и 10-е на дистанции 3000 м. В мае 2010 года официально завершила карьеру спортсменки. После завершения карьеры Ренате в период с 2010 по 2014 год была тренером в Дренте, помощником национального тренера и создала команду "Team op=op Voordeelshop" (позже "Team Corendon"). С мая 2016 по апрель 2017 года была менеджером команды "Team Victorie". С 2018 года также является членом Технического комитета в Международной федерации конькобежного спорта.

## Личная жизнь и бизнес
Ренате с 2010 по 2011 год обучалась в Институте Йохана Кройфа на мастера международного спортивного менеджмента. В 2019 году окончила Бизнес-университет Нинроде на факультете "спортивное лидерство". С 2014 года работала компании "Groenewold Bouw", которая была основана в 2008 году её братом Питером, а с ноября 2019 года является совладельцем. Основное направление компании - жилищное строительство. Она занималась отделом кадров, маркетингом и коммуникациями, а также операционным управлением. С января 2022 года Ренате стала управлять строительной компанией и столярной фабрикой в Стадсканале вместе со своим братом Питером. Их отец был строителем и умер в 2004 году от рака. В 2016 году у Ренате украли 23 золотые медали из её дома, за которым присматривала соседка.